# Резников, Наум Иосифович
Нау́м Ио́сифович Ре́зников (22 сентября [4 октября] 1889, Сухари, Могилёвская губерния — 16 июня 1971, Куйбышев) — советский учёный, профессор, доктор технических наук, заслуженный деятель науки и техники РСФСР. Крупный специалист в области обработки металлов резанием. Автор широко известных работ по исследованию сил резания при фрезеровании, механике износа инструментов и другим направлениям резания, в том числе одного из первых в СССР учебников для высших учебных заведений по механической обработке — «Учение о резании металлов».

## Биография
Нохим Еселевич-Хаимович Резников родился 4 октября 1889 года в местечке Сухари Могилёвской губернии в семье мелкого торговца Иосифа-Хаима Резникова. Через десять лет семья, в которой было четверо детей, переехала в посёлок при металлургическом заводе Екатеринослава, родители хотели дать детям хорошее образование, но в самом городе не могли поселиться из-за закона о черте оседлости.
В 1909 году Нохим с отличием окончил Екатеринославское 2-е реальное училище, но поступить в Харьковский технологический институт не удалось из-за действовавшей процентной нормы для евреев. Ему удалось поступить на механическое отделение Варшавского политехнического института. Так как родители не могли материально помогать сыну, ему приходилось зарабатывать, занимаясь репетиторством с учениками гимназий и училищ.
Летом 1914 года Нохим женился на своей двоюродной сестре Бейле (Берте) Гехт. В 1915 году у пары родился сын — Арон, сложное материальное положение не позволяло продолжать учёбу в далёкой Польше, но Нохиму удалось перевестись на четвёртый (по другим данным — третий) курс Харьковского технологического института (ХТИ), который он с отличием окончил в декабре 1917 года, получив звание инженера-механика.

### Днепропетровск

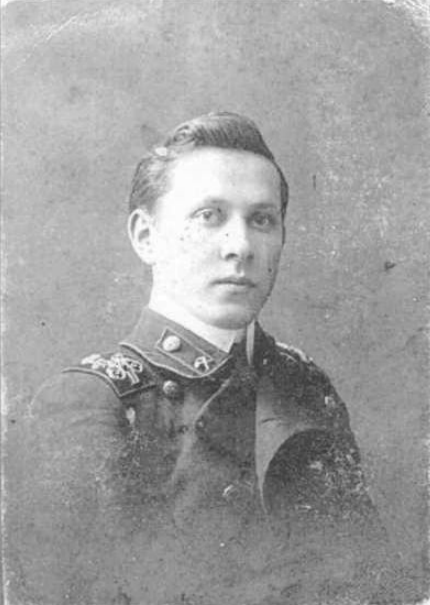
Наум Резников — студент Варшавского политеха

С января 1918 года семья Резниковых перебирается в Екатеринослав, где Наум Иосифович (так он уточнил своё имя) получил должность заведующего техническим отделом машиностроительного завода «Сатурн». Получил стипендию ХТИ для приготовления к профессорско-преподавательской деятельности (1918). Работал ассистентом и преподавателем в Екатеринославском трудовом техникуме (1918—1920) и Еврейском политехническом институте (1920—1921).
Был аспирантом секции «Литейное дело, электрическая теория и практика переплавки металлов» и секции «Горнозаводская механика» научно-исследовательской кафедры Екатеринославского горного института. С 1921 года — доцент Днепропетровского горного института, с 1928 года — профессор. Читал лекции по технической механике, начертательной геометрии, деталям машин, металловедению и механической обработке металлов.
Действительный член научно-исследовательской кафедры металлографии и механико-термической обработки металлов при Днепропетровском горном институте (1927). Член промышленной секции Днепропетровского окрплана (1927—1928). При этом по совместительству работал и на производстве: заведующим техническим бюро производства электронасосов «РЭДА» (1920—1921), заведующим отделом рационализации паровозоремонтного завода Екатерининской железной дороги (1923—1929).
В 1923 году у четы Резниковых родился второй сын — Борис.

### Харьков
С 1927 года Наум Резников периодически выезжал в Харьковский технологический институт для чтения курса лекций по теории резания металлов, обработке металлов резанием. В 1928 году стал профессором кафедры «Общая механическая технология металлов», заведующим кафедры холодной обработки металлов, оставаясь по совместительству и профессором Днепропетровского горного института. После избрания деканом механико-технологического факультета ХТИ (1929—1933) оставил работу в Днепропетровске и всю семью перевёз в Харьков.
В то же время был заведующим секцией холодной обработки металлов Научно-исследовательской кафедры при ХТИ (1928), заведующим отделом холодной обработки металлов в Украинском научно-исследовательском институте металлов (с 1929). Председатель квалификационной комиссии технологического факультета ХПИ (1930). По совместительству профессор, заведующий кафедрой резания металлов Харьковского машиностроительного института (1930—1941).
В декабре 1930 года Наум Резников был арестован прямо на рабочем месте и обвинён в пособничестве экономическим преступлениям (статья 54-7 УК УССР). Подробности дела неизвестны, сам в дальнейшем он никогда не распространялся об этом, но спустя 5 месяцев дело было закрыто, а профессор Резников освобождён, и вновь вернулся к работе в ХММИ.
С 1934 года — председатель комиссии по резанию металлов в научном инженерно-техническом обществе машиностроителей (НИТОМАШ). Заместитель председателя оргбюро Всеукраинской конференции по резанию металлов (1935).
В 1938 году без защиты диссертации получил степень кандидата технических наук.

### Алма-Ата
Во время Великой Отечественной войны с приближением фронта к Харькову в октябре 1941 года большая часть научных работников Харьковского механико-машиностроительного института вместе с семьями была эвакуирована в Алма-Ату. Когда по прибытии выяснилось, что местные власти предполагают использование эвакуированных в лучшем случае как учителей сельских школ, Наум Резников пробился на приём к заместителю председателя Верховного совета Казахской ССР Ивану Лукьянцу, одновременно бывшему ректором Казахского государственного университета, рассказал ему о сложившейся ситуации и убедил использовать эвакуированный научно-педагогический состав в местных высших учебных заведениях. Сам Резников был назначен заведующим кафедрой технологии металлов и дерева Казахского сельскохозяйственного института и по совместительству профессором Московского авиационного института, также эвакуированного в Алма-Ату.

### Куйбышев
В апреле 1943 года приказом по Всесоюзному комитету по делам высшей школы и Народному комиссариату авиационной промышленности СССР Н. И. Резникова перевели на работу в недавно созданный Куйбышевский авиационный институт, нуждавшийся в квалифицированных кадрах. В сентябре 1943 года он возглавил кафедру обработки металлов резанием. В ноябре 1943 он по совместительству также становится заведующим кафедрой режущего инструмента Куйбышевского индустриального института.
Кафедры, возглавляемые Резниковым, начинают разработку вопросов теории и практики перспективного направления: скоростного резания, а также принимают участие во внедрении своих наработок на машиностроительных предприятиях. За работу по повышению производительности процессов механической обработки материалов на предприятиях, организацию и становление кафедр КуАИ и КИИ в 1945 году Н. И. Резников был награждён орденами Трудового Красного Знамени (по представлению наркомата авиационной промышленности, которому подчинялся КуАИ) и Красной Звезды (по представлению наркомата боеприпасов, которому подчинялся КИИ).
Хотя по тому же приказу НКАП и ВКВШ в Куйбышев (ныне Самара) было переведено 10 научно-педагогических работников (три профессора и семь доцентов), в ходе реэвакуации практически все они вернулись по прежним местам работы, но Наум Резников, вся семья которого уже собралась в Куйбышеве, остался, поэтому его называют первым профессором КуАИ. Он оставался единственным профессором и доктором технических наук в институте до начала пятидесятых. В 1944 году стал научным руководителем первой в институте аспирантуры, в 1946 году стал первым председателем библиотечного совета КуАИ. Был одним из активных лекторов научно-технического лектория для распространения и пропаганды достижений науки и техники института среди рабочих и специалистов заводов, а также по месту жительства, организованном при КуАИ.
В конце 1940-х профессор Резников пострадал от развернувшейся в стране антисемитской кампании «борьбе с космополитизмом». В октябре 1949 года «Литературная газета» опубликовала статью «На коленях перед Тейлором» крупного специалиста в области станков-автоматов профессора Г. Шаумяна. В статье «группа советских учёных», из которой названы имена только Н. И. Резникова, М. И. Клушина и А. М. Вульфа, и «Комиссия резания» критиковались за забвение «… не только русской школы… создавшей подлинную науку о резании, но и советской действительности», за преклонение перед буржуазными учёными, пропаганду «буржуазно-идеалистической идеологии» и за, якобы, призыв к скоростникам снизить скорость резания. Критиковался даже сам факт упоминания Тейлора: «Как можно говорить о каких-либо исследованиях Тейлора, если предложенную им систему организации труда Ленин назвал „потогонной“»? Такой «сигнал» по существовавшим нормам должен был быть рассмотрен на учёных советах и студенческих собраниях КуАИ и КИИ. C учётом «борьбы с космополитизмом» все подобные собрания заканчивались осуждением «чуждой идеологической направленности» деятельности Н. И. Резникова и принятием решений об усилении идеологической работы, особенно жёстко деятельность Резникова критиковалась на учёном совете в КИИ, вплоть до предложения о лишении степени доктора наук и звания профессора, так что от стресса у Наума Иосифовича начались проблемы со зрением.
Статья обсуждалась и в парткоме КИИ, где результатом стало вынесение строгого выговора сыну Резникова, Арону, работавшему в этом институте, за то, что тот рекомендовал студентам учебник отца, а не критиковал его, и за то, что не оказал влияния на беспартийного отца. На собрании работников вузов и производства, специалистов по резанию металлов, проходившем в Москве, с докладом выступил сам Шаумян. Однако ряд крупных учёных в своих выступлениях раскритиковали самого Шаумяна и его статью, указав, что в своей недавней публикации тот сам использовал формулы Тейлора и дал высокую оценку его работам, и обвинили в карьеризме, так как статья в «Учительской газете» вышла перед выборами на вакансию члена-корреспондента АН СССР, куда Шаумян выставил свою кандидатуру. В результате учебник Резникова был изъят из обращения и реабилитирован лишь когда уже во многом устарел, Наум Иосифович в 1950 году ушёл с должности заведующего кафедрой КИИ по собственному желанию, после чего кафедра была ликвидирована и восстановлена лишь в 1960 году, когда её возглавил Арон Наумович Резников.
Спустя всего несколько лет, 24 октября 1953 года, за большой вклад в отечественную науку, развитие высшего образования и плодотворное сотрудничество с промышленностью в годы войны и послевоенного восстановления и развития народного хозяйства Н. И. Резников был награждён орденом Ленина. В марте 1960 года ему было присвоено звание заслуженного деятеля науки и техники РСФСР.
Возраст и тяжёлая болезнь (Резников страдал сахарным диабетом с 1950 года) вынудили его в 1970 году оставить должности заведующего кафедрой и научного руководителя отраслевой лаборатории. Однако, по воспоминаниям сына, это решение было вдвойне вынужденным: один из учеников Резникова, Л. П. Медведев, после защиты докторской диссертации в ультимативной форме потребовал от руководства КуАИ передачи ему руководства кафедрой, обещая в противном случае перейти в КПИ. Ректор института В. П. Лукачёв согласился с этим требованием и предложил Резникову написать заявление об уходе «по болезни».
Вскоре после ухода с работы случился инсульт. Наум Иосифович лишился речи, был частично парализован. Реабилитации помешал перелом берцовой кости после падения, из-за чего пришлось принимать большие дозы болеутоляющих.
Скончался в ночь с 16 на 17 июня 1971 года. Похоронен в Самаре на старом городском кладбище.
Свободно владел русским, польским, белорусским и украинским языками, знал идиш и немецкий, для чтения специализированной технической литературы освоил английский и французский языки. Был председателем и членом оргкомитетов нескольких всесоюзных научно-технических конференций, членом правления научно-технического общества машиностроителей, избирался депутатом районного совета депутатов.
Оба сына, Арон Резников и Борис Резников стали докторами технических наук. Арон работал вместе с отцом и в Харькове, и в Куйбышеве, но в 1967 году переехал в Тольятти. Младший брат Исаак, живший и работавший под псевдонимом «Павел Ильич Анатольев», был репрессирован и расстрелян в 1937 году.

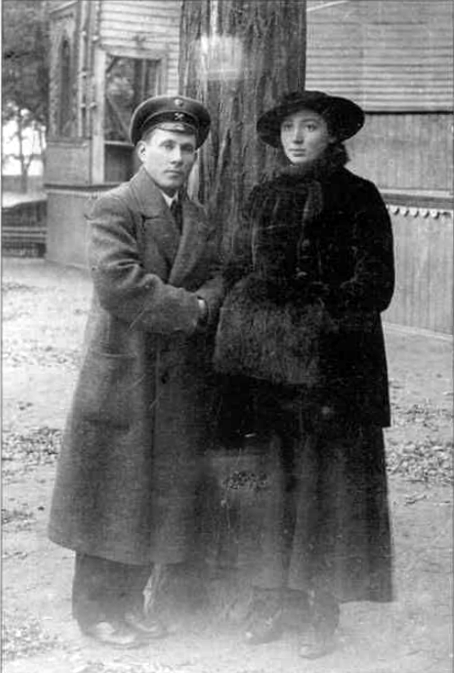
Чета Резниковых в Екатеринославе, 1919 год

## Научная деятельность
Научная деятельность Наума Иосифовича Резникова началась в Днепропетровске. Работая в Горном институте, он пишет и издаёт в сборниках трудов ряд статей, посвящённых теории и оптимизации процесса резания металлов, в том числе статью «Об использовании линейки системы С. Ф. Глебова для расчёта наивыгоднейших режимов резания». Тема расчёта оптимальных режимов резания останется важнейшей для Резникова на протяжении всей его жизни.
Научную работу он вёл даже находясь под арестом в 1930—1931 годах: он продолжал разработку идеи о единой геометрии режущего инструмента. Смог договориться о передаче необходимой ему для проведения расчётов логарифмической линейки, хотя и без стеклянного визира. Предположительно тогда же он работал и над теорией фрезерования, так как вскоре после освобождения он публикует статью «Построение карты использования фрезерного станка», вышедшая в журнале «Станки и инструменты» она стала первой работой Резникова, опубликованной в центральной печати.
И в этот период, и в дальнейшем Резников всегда направлял свою научную работу на решение актуальных, стоящих перед промышленностью страны задач. Так, когда в начале 1930-х стал ясно, что в стране острая нехватка учебных пособий по прикладным дисциплинам, он пишет учебник «Теория резания металлов», вышедший в 1934 году.
В Харькове в лаборатории холодной обработки металлов и учебно-экспериментальных мастерских Резников развернул эксперименты по нахождению зависимостей при точении, сверлении и фрезеровании. А для ускорения сложного и длительного исследовательского процесса им были разработаны специальные, сокращённые методы исследования, о которых он написал статью «О применении сокращённых методов исследования при изучении законов резания», вышедшую. в журнале «Станки и инструменты» (1934).
После появления нового инструментального материала — победита, потребовались и новые исследования по выбору оптимальной геометрии и режимов резания новыми сплавами. Кафедра внедрила на Новокраматорском машиностроительном заводе ряд фрез и резцов из твёрдых сплавов, рекомендовала новые режимы работы при цилиндрическом и торцовом фрезеровании, что привело к повышению производительности труда при сверлении и строгании на 150—200 и фрезеровании — на 70—100 %. Опубликованная по итогам работ монография Резникова «Обработка чугуна резцами „Победит“», сыграла заметную роль во внедрении твёрдых сплавов в практику металлообработки в СССР.
Развитие стахановского движения, на машиностроительных предприятиях страны принявшее форму многостаночного обслуживания, потребовало от Резникова исследования работы многостаночников для теоретического осмысления организации этого движения. В 1930-е годы кафедра холодной обработки металлов под его руководством изучала прогрессивные режимы резания металлов на Луганском паровозостроительном и Харьковском тракторном заводах. Собранный материал послужил основой научных докладов «Как изучать стахановскую станочную практику», «Стахановские режимы резания и наука о резании металлов», с которыми сотрудники кафедры выступали перед инженерами и рабочими, а сам Резников опубликовал статью «Заводские нормативы по режимам резания», где указал, что во многих случаях действующие нормативы не стимулируют повышения производительности труда, так как многие квалифицированные рабочие успешно работают с режимами резания, превышающими рекомендуемые. Этот вопрос привлёк широкое внимание. В 1935 году под руководством С. С. Рудника и Н. И. Резникова прошла 1-я Украинская конференция по резанию металлов, аналогичные конференции были проведены в Москве и Ленинграде. Материалы этих конференций показали существенное отставание науки и производственных нормативов в области резания металлов от требований практики, в связи с чем правительство приняло решение о разворачивании научно-исследовательских работ по данному вопросу, для создания новых научно-обоснованных руководящих материалов и нормативов в области обработки резанием. Для методического управления этой работой была сформирована комиссия по резанию металлов, в которую вошли ведущие учёные страны. В исследовательскую работу было вовлечено десятки НИИ, учебных институтов и лабораторий, был разработан план исследований, охватывающий 150 тем. Но для того, чтобы результаты работ были однозначными, требовалась единая методика проведения экспериментов, которая по поручению комиссии была разработана Н. И. Резниковым. Он продолжал её усовершенствовать и в дальнейшем, выступив с докладом по данной теме на Всесоюзной конференции (1937) и опубликовав статью «Сокращённые методы исследования в области резания металлов».
Одновременно Резников продолжал работу по исследованию обрабатываемости конструкционных материалов, разрабатывал идею единой геометрии режущего инструмента, развивая которую опубликовал книгу «Геометрия резцов в связи с их заточкой». А итоги разработки методики выбора режимов при многостаночной работе вышли в работе «Многостаночные работы» (1940).
В эвакуации Наум Иосифович продолжил начатую в Харькове работу над новым учебником: обобщение всех накопленных знаний в области резания металлов. Ранее подобная работа с обобщениями исследований советских и иностранных специалистов была опубликована С. Ф. Глебовым в 1933 году («Теория наивыгоднейшего резания металлов»). Однако она опиралась на материалы самое позднее двадцатых годов, а значит не учитывала появившуюся с тех пор обработку твердосплавными инструментами и относилась преимущественно к наиболее распространённому методу резания металла — точению, не отражая специфики других способов — сверления, фрезерования и т. д. Резников в своей работе планировал устранить эти недостатки: обобщить результаты исследований за весь период изучения резания металла, включая новейший, с использованием твёрдых сплавов, а также изложить приложение теории ко всем применяемым на практике методам обработки металлов резанием. Законченная работа была представлена в качестве диссертации на соискание учёной степени доктора технических наук, которую Наум Иосифович успешно защитил в марте 1943 года в Среднеазиатском индустриальном институте в Ташкенте. В том же году он сделал большой доклад «Достижения советской науки о резании металлов» на юбилейной конференции в МАИ, посвящённой 25-летию Октябрьской революции.

### Скоростное резание
После перевода в Куйбышев основной темой исследований Резникова, в которые включаются и коллективы возглавляемых им кафедр, становятся вопросы теории и практики скоростного резания.
В 1947 году вышла книга Резникова «Учение о резании металлов», в которой, как и в двух десятках крупных трудов опубликованных им позднее, Резников рассматривает теоретические аспекты и вопросы практического использования скоростного резания с целью повышения производительности труда в машиностроении. Эти работы сыграли заметную роль в осмыслении физических основ скоростного резания и в широком применении его на заводах страны.
С развитием теории и практики росла производительность труда в металлообработке. Повышение производительности труда привело к тому, что существовавший в стране парк станков достиг предела по возможным скоростям обработки, но не позволял полностью использовать режущие свойства инструмента. Альтернативой увеличению скорости резания было увеличение скорости подачи, которое в равной степени влияло на производительность, в меньшей степени снижало стойкость инструмента, но на практике не применялось из-за снижения чистоты обрабатываемой поверхности. С 1949 года на Средневолжском станкостроительном заводе токарь-новатор В. А. Колесов и группа технологов (В. И. Баянов, А. Н. Катаева, Л. И. Каткова) начали разработку и испытания способного эффективно и качественно работать даже при увеличенной скорости подачи резца с геометрией, аналогичной геометрии зуба развёртки, — с вспомогательным углом в плане, равным нулю. Н. И. Резников активно поддерживал эту идею. Работа по совершенствованию геометрии резца привела к появлению знаменитого «резца Колесова» и появлению в стране нового направления — «силового резания». В 1953 году Наум Резников опубликовал статью «Теоретическое обоснование точения с большими подачами по методу В. А. Колесова», подведя научную основу практике применения нового резца. После ряда научно-исследовательских работ, выполненных на кафедре по теме скоростного резания, он опубликовал статью «Теория наивыгоднейшего резания при точении в свете 2-х направлений, существующих при скоростной обработке», в которой впервые скоростное резание и резание с большими подачами были объединены под общим понятием — скоростная обработка резанием.
В 1953—1957 годах коллектив, возглавляемый Н. И. Резниковым, проделал большую исследовательскую работу по договору с Центральным бюро промышленных нормативов по труду (ЦБПНТ), результаты которой послужили основой для ряда разделов «Общемашиностроительных нормативов времени и режимов резания», опубликованных в 1959 году.
В 1958 году вышла книга «Скоростное резание металлов с большими подачами», подводившая итог исследований Резникова и возглавляемого им коллектива по вопросам скоростной обработки металлов резанием. Кроме того, к 1959 году под руководством Н. И. Резникова было выполнено и защищено 9 кандидатских диссертаций на эту тему.

### Обработка труднообрабатываемых материалов
Конец 1950-х характеризуется бурным развитием ракетной и авиационной техники, и как следствие, широким применением нержавеющих, жаропрочных, высокопрочных и титановых сплавов. Вопрос обработки этих материалов становится новым основным направлением исследований Резникова. В 1958 году при кафедре создаётся отраслевая научно-исследовательская лаборатория под его руководством.
Подбор сотрудников, оснащение лаборатории новым современным оборудованием, организация исследований, разработка методик измерений различных деформаций и напряжений потребовали от Резникова много сил, однако первые результаты не заставили себя ждать. Причём не только в сугубо практической области, но и с точки зрения чистой физики процесса резания. Удалось объяснить механизм образования текущего слоя, играющего решающую роль в скоростном резании, и появление «наплывов» на инструменте. Стали проясняться причины низкой обрабатываемости некоторых жаропрочных и титановых сплавов. Впервые это явление объяснялось в статье «Об отрицательной усадке при обработке жаропрочных сплавов». В статьях «Механика износа твердосплавных инструментов» и «Обрабатываемость жаропрочных сталей и сплавов», опубликованных в сборниках Академии наук СССР (Москва, 1960), описывался механизм износа режущего инструмента при обработке жаропрочных сплавов. Первые итоги интенсивных исследований были подведены уже в 1960-м году в книге под редакцией Н. И. Резникова «Производительная обработка нержавеющих и жаропрочных материалов».
КуАИ и кафедра резания, которой заведовал Н. И. Резников, становятся одним из общепризнанных центров исследования труднообрабатываемых материалов, поэтому в 1962 году в институте прошла всесоюзная конференция «Обрабатываемость жаропрочных и титановых сплавов», вызвавшая большой интерес среди специалистов. Материалы конференции были опубликованы в одноимённом двухтомнике, вышедшем в Куйбышеве в 1963 году.
После 1962 года кафедра и отраслевая лаборатория исследовали обрабатываемость жаропрочных, высокопрочных и титановых сплавов различными методами, в том числе с наложением ультразвуковых колебаний и подогревом зоны резания токами высокой частоты и электроконтактным методом. В частности, в 1964—1965 годах была проведена работы по изучению обрабатываемости всех известных титановых сплавов точением, сверлением, фрезерованием, развёртыванием. Результаты вошли в отраслевые и общемашиностроительные нормативы по режимам резания.
Резников вновь обращается к проблеме оценки обрабатываемости материалов на основе изучения их физико-механических свойств и структуры, и на новом уровне решает задачу о выборе оптимальных режимов резания — с помощью применения вычислительных систем. Он разрабатывает методику расчёта и включает этот вопрос в лекции для студентов и инженеров, повышающих квалификацию на кафедре.
По инициативе Резникова лаборатория начала работу по изучению применения сверхтвёрдых синтетических инструментальных материалов для заточки твердосплавных инструментов и обработки труднообрабатываемых материалов. Также изучаются финишные методы обработки: шлифование и поверхностное пластическое деформирование. Исследовались механизмы возникновения вибраций и формирования технологических напряжений и наклёпа при различных методах обработки. Результаты исследований публикуются в центральной печати, межвузовских сборниках трудов, а также были представлены на всесоюзной научно-технической конференций по проблемам обрабатываемости жаропрочных, высокопрочных и титановых сплавов, прошедшей в КуАИ под руководством Н. И. Резникова во второй раз.
Последняя книга Наума Иосифовича «Обработка резанием жаропрочных, высокопрочных и титановых сплавов», обобщающая результаты этих исследований, вышла уже после его смерти. Всего Наум Иосифович опубликовал более 125 статей, 18 монографий.

## Педагогическая деятельность
Наум Резников заведовал кафедрами в высшей школе более сорока лет.
В Харькове на кафедре под руководством Н. И. Резникова формировался цикл самостоятельных технологических дисциплин, направленных на подготовку инженеров-механиков. Большое внимание Резников уделял подготовке квалифицированных научных кадров, он ставил своей целью вовлечение всех преподавателей своих кафедр в научно-исследовательскую работу. Была организована аспирантура при кафедре, первыми аспирантами которой стали М. Ф. Семко, Г. В. Шабалина, С. А. Воробьёв, Е. М. Левенберг, В. М. Александров.
В Куйбышевском авиационном институте также сначала потребовалось создать собственно кафедру. Под руководством Резникова формировались содержание лекций и методика лабораторных работ по теории резания и режущему инструменту, металлорежущим станкам и основам взаимозаменяемости. Резников организовал взаимное посещение занятий преподавателей, требовал от каждого из них наличия конспекта лекций. Внимательно относился к подбору сотрудников, каждый претендент на должность преподавателя должен был прослушать полный курс лекций совместно со студентами, представить конспект, выполнить полный комплекс лабораторных работ, участвовать в проведении экзаменов.
В 1944 году в авиационном институте появилась аспирантура, Н. И. Резников стал её первым научным руководителем. Он уделял большое внимание подготовке диссертаций своих аспирантов. Под его руководством защищают свои диссертации Б. А. Кравченко, Ф. П. Урывский, В. И. Панин (1952), Ф. И. Стебихов и В. Т. Дудников (1953). Постепенно складывается «куйбышевская школа резания» — так она была названа на проходившей в КуАИ в 1962 году всесоюзной конференции «Обрабатываемость жаропрочных и титановых сплавов». И в самом деле, кафедра резания во главе с Резниковым играла исключительную роль в подготовке научно-педагогических кадров в вузах региона. За 27 лет пребывания Резникова на посту заведующего кафедрой было выполнено и защищено 38 докторских и кандидатских диссертаций. Родственные кафедры вузов Куйбышева, Тольятти, Сызрани практически полностью были укомплектованы либо учениками самого Наума Иосифовича, либо учениками его учеников.
Данные о числе диссератций, защищённых под личным руководством Резникова, в различных источниках разнятся: коллега Наума Иосифовича В. А. Барвинок писал, что только в КуАИ под его руководством было защищено 4 докторских и 25 кандидатских диссертаций, в то же время справочник «КуАИ-СГАУ-Самарский университет. 1942—2017» сообщает, что было выполнено и защищено 27 кандидатских диссертаций, а шестеро его учеников стали докторами технических наук.

## Избранная библиография
Приводится по данным проекта «История Харьковского технологического института в лицах»:
- Резников Н. И. Организация промышленных предприятий. — Днепропетровск: Исполбюро Днепропетр. горн. ин-та им. т. Артёма, 1928. — 388 с.
- Резников Н. И. Теория резания металлов. — Харьков, Киев: Гос. науч.-техн. изд-во Укр., 1934. — 335 с.
- Резников Н. И. Обработка чугуна резцами «Победит». — Харьков, Киев: Гос. науч.-техн. изд-во Украины, 1935. — 52 с.
- Резников Н. И. Геометрия резцов в связи с их заточкой. — Харьков: Изд-во и типо-цинкография Гос. науч.-техн. изд-ва, 1938. — 124 с.
- Многостаночное обслуживание в машиностроении: Материалы Научно-производственной сессии по многостаночному обслуживанию, проведённой Харьковским институтом усовершенствования инженеров. — Харьков, Москва: Машгиз, 1940. — 161 с.
- Резников Н. И. Учение о резании металлов. — М.: Машгиз, 1947. — 587 с.
- Резников Н. И. Скоростное резание металлов с большими подачами. — М.: Машгиз, 1957. — 136 с.
- Обработка резанием жаропрочных, высокопрочных и титановых сплавов / под ред. Н. И. Резникова. — М.: Машиностроение, 1972. — 200 с.

## Награды
- Орден Ленина (24.10.1953)[33];
- Орден Трудового Красного Знамени (16.09.1945)[48];
- Два ордена Красной Звезды (16.09.1945[49], 16.09.1945[50])[Комм. 1];
- Заслуженный деятель науки и техники РСФСР (03.1960)[34].